# 孔文仲
孔文仲（1038年—1088年），字經父，臨江新喻（今江西新余）人。孔子四十七代孙，属于“临江派”。
宋仁宗嘉祐六年（1061年）進士，調餘杭尉，轉台州推官。宋神宗熙寧初年，力言新法不便，罷歸故官。王安石罷相後，召爲國子直講。宋哲宗元祐初，召爲祕書省校書郎。官至中書舍人。其弟孔武仲、孔平仲皆有文聞，合稱「三孔」，黄庭堅稱：“二蘇聯璧，三孔分鼎”之譽。元祐三年（1088年），舉行貢舉，還家而卒，享年五十一歲。

## 文獻
- 《宋史》卷三四四
- 四庫全書本《清江三孔集》卷一至二

## 延伸阅读
[在维基数据编辑]
 《宋史/卷344》，出自脱脱《宋史》